# Юй Бинь, Павел
Павел Юй Бинь (кит. 于斌, пиньинь Yú Bīn), (13 апреля 1901 — 16 августа 1978) — китайский кардинал. Титулярный епископ Созуса ди Палестины и апостольский викарий Нанкина с 17 июля 1936 по 11 апреля 1946. Архиепископ Нанкина с 11 апреля 1946 по 16 августа 1978. Кардинал-священник с титулом церкви Джезу-Дивин-Лавораторе с 28 апреля 1969.